# Stefan Reinecke

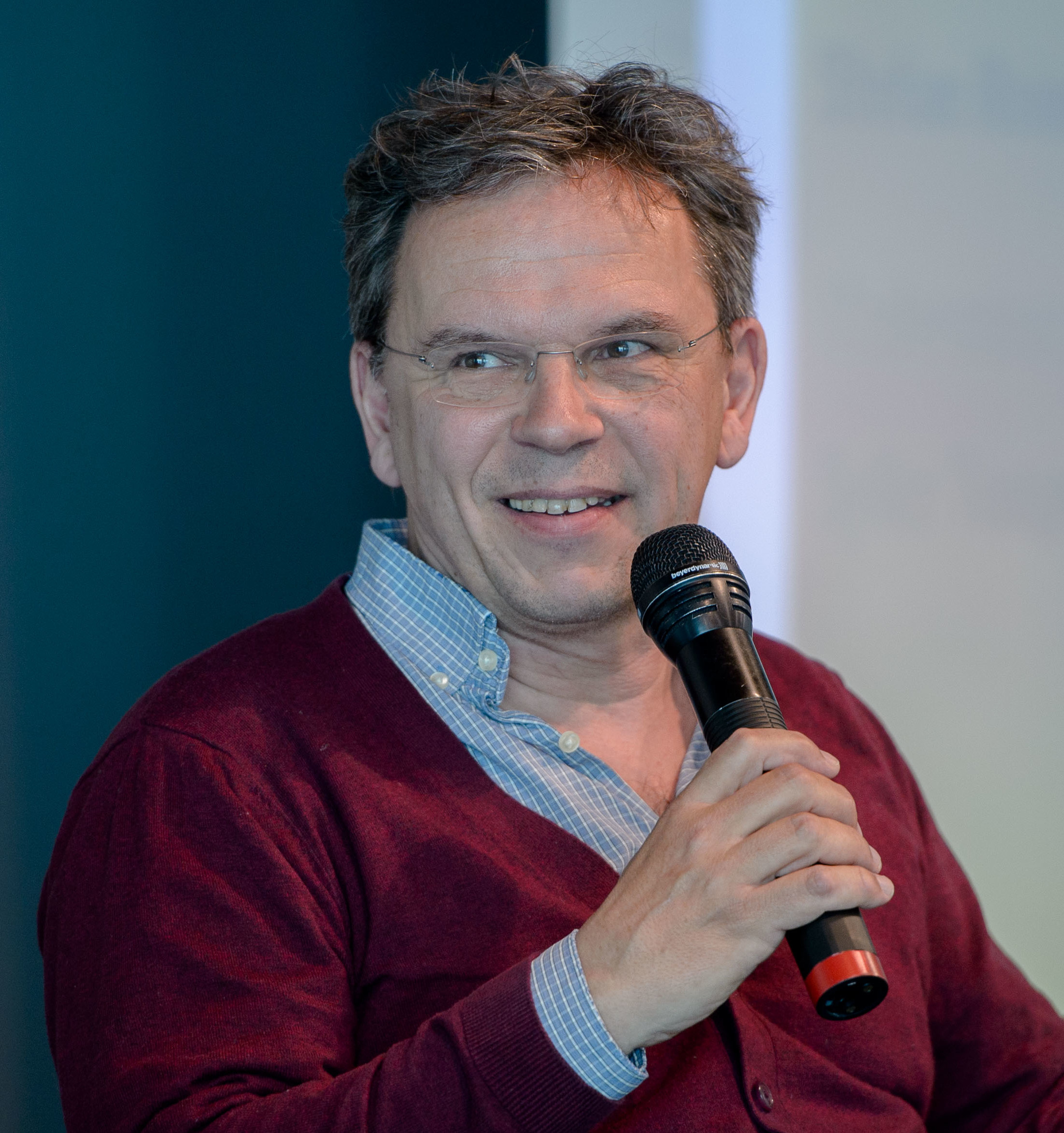
Stefan Reinecke, 2015

Stefan Reinecke (* 1959 in Mülheim an der Ruhr) ist ein deutscher Journalist und Publizist.

## Leben
Reinecke studierte Germanistik und Politik in Marburg. Er arbeitete über 15 Jahre als Kulturredakteur für die Wochenzeitung Der Freitag und die tageszeitung und war anschließend 1999 bis 2001 Redakteur beim Berliner Tagesspiegel. Seit 2002 arbeitet er wieder für das Parlamentsbüro der taz und schreibt dort schwerpunktmäßig über die Parteien Die Linke und die SPD sowie über Geschichtspolitik. Er schreibt auch für Epd Film und hat mehrere Bücher und Beiträge zu zeithistorischen und Filmthemen veröffentlicht.
Reinecke schrieb unter anderem das Buch Ströbele: Die Biografie  über Hans-Christian Ströbele. Ströbele, der sich in der Biografie falsch dargestellt sah, äußerte seine Kritik, außer bei der Buchvorstellung im taz-Café, in einem Interview mit FAZ-Autorin Anne Ameri-Siemens.
Reinecke lebt in Berlin.

## Veröffentlichungen
- Hollywood goes Vietnam. Der Vietnamkrieg im US-amerikanischen Film (= Aufblende. Bd. 5). Mit einem Nachwort von Georg Seeßlen. Hitzeroth, Marburg 1993, ISBN 3-89398-115-2.
- Nicolai Bucharin: Das letzte Wort des Angeklagten in der Strafsache des antisowjetischen „Blocks der Rechten und Trotzkisten“. Verhandelt vor dem Militärkollegium der Obersten Gerichtshofes der UdSSR in der Abendsitzung des 12. März 1938 (= EVA-Reden. Bd. 22). Mit einem Essay von Stefan Reinecke. Europa, Hamburg 1996, ISBN 3-434-50123-1.
- Hrsg.: Die neue NATO. Vom Verteidigungsbündnis zur Interventionsmacht? Rotbuch, Hamburg 2000, ISBN 3-434-53065-7.
- Hrsg. zusammen mit Rolf Aurich: Jim Jarmusch. Bertz und Fischer, Berlin 2001, ISBN 3-929470-80-2.
- Otto Schily. Vom RAF-Anwalt zum Innenminister. Biografie. Hoffmann und Campe, Hamburg 2003, ISBN 3-455-09415-5.
- Christian Semler: Kein Kommunismus ist auch keine Lösung. Texte und Essays. Hrsg. von Stefan Reinecke. TAZ, Berlin 2013, ISBN 978-3-937683-43-0.
- Ströbele: Die Biografie. Berlin, Berlin 2016, ISBN 978-3-8270-1281-4 (Rezension von Eckhard Jesse).